# 春山海運
春山海運株式会社（しゅんざんかいうん）は、愛媛県今治市北宝来町に本社を置く海運会社。

## 概要
外航船を中心に40隻を保有する船主である。
外航船ではバルクキャリア、木材チップ専用船、コンテナ船、自動車運搬船など、内航船ではRORO船の「さんふらわあはかた」や「すおう」（商船三井フェリーが運航）、「第六はる丸」（大王海運が運航）などを保有しており船舶貸渡業を営んでいる。

## 沿革
- 1972年
  - 11月 - 愛媛県越智郡伯方町にて会社設立。
  - 12月 - 春山丸（499総トン）購入。
- 1993年1月 - 株式会社に組織変更。
- 1995年4月 - 最初の外航船M/V SPRING TRADER （RORO船）購入。
- 2001年7月　- 事務所を今治市馬越町に移転。
- 2006年5月 - 事務所を今治市北宝来町に移転。

## グループ会社
- 東洋商船株式会社（貨物海上運送業･船舶貸渡業等）
- PRIMAVERA MONTANA S.A（貨物海上運送業･船舶貸渡業等）